# Giovanni Battista de Bellis
 (Pisciotta, 1630 – Cerreto Sannita, 16 settembre 1693) è stato un vescovo cattolico italiano.
Assieme al conte Marzio Carafa e a suo fratello Marino Carafa ebbe un ruolo determinante nella ricostruzione ex novo di Cerreto Sannita dopo il terremoto del 5 giugno 1688.

## Biografia
Nacque nella frazione di Rodio del comune di Pisciotta, facente parte della diocesi di Vallo della Lucania.
Studiò proficuamente teologia, diritto canonico e diritto civile, tanto da entrare nella Avvocazia della curia arcivescovile di Napoli dove, dal 1680, ricoprì la carica di avvocato fiscale.
Il 23 ottobre 1670 con atto notarile fu nominato procuratore nella causa di canonizzazione di San Giovanni di Dio.
Il 24 aprile 1684 venne eletto vescovo di Telese o Cerreto, oggi diocesi di Cerreto Sannita-Telese-Sant'Agata de' Goti. Prese possesso della diocesi il 6 giugno dello stesso anno.
Nel 1687 tenne il suo primo sinodo diocesano. Fece stampare gli atti del sinodo e li distribuì a tutti i sacerdoti affinché avessero una costante conoscenza delle norme adottate.
Il terremoto del 5 giugno 1688 rase al suolo Cerreto Sannita, sede vescovile, e gran parte dei comuni della diocesi. Quel giorno mons. de Bellis scampò per un pelo alla morte mentre stava effettuando una visita vescovile nel comune di Faicchio, a 10 km da Cerreto Sannita. Nel tardo pomeriggio il vescovo, assieme al notaio e al cursore della curia, erano in una casa quando, al primo accenno della terribile scossa, il maggiordomo del vescovo lo spinse con forza verso il giardino che era contiguo alla casa. Un istante dopo l'edificio crollò seppellendo il notaio e il cursore. Grazie alla prontezza di riflessi del suo maggiordomo, il vescovo era salvo.

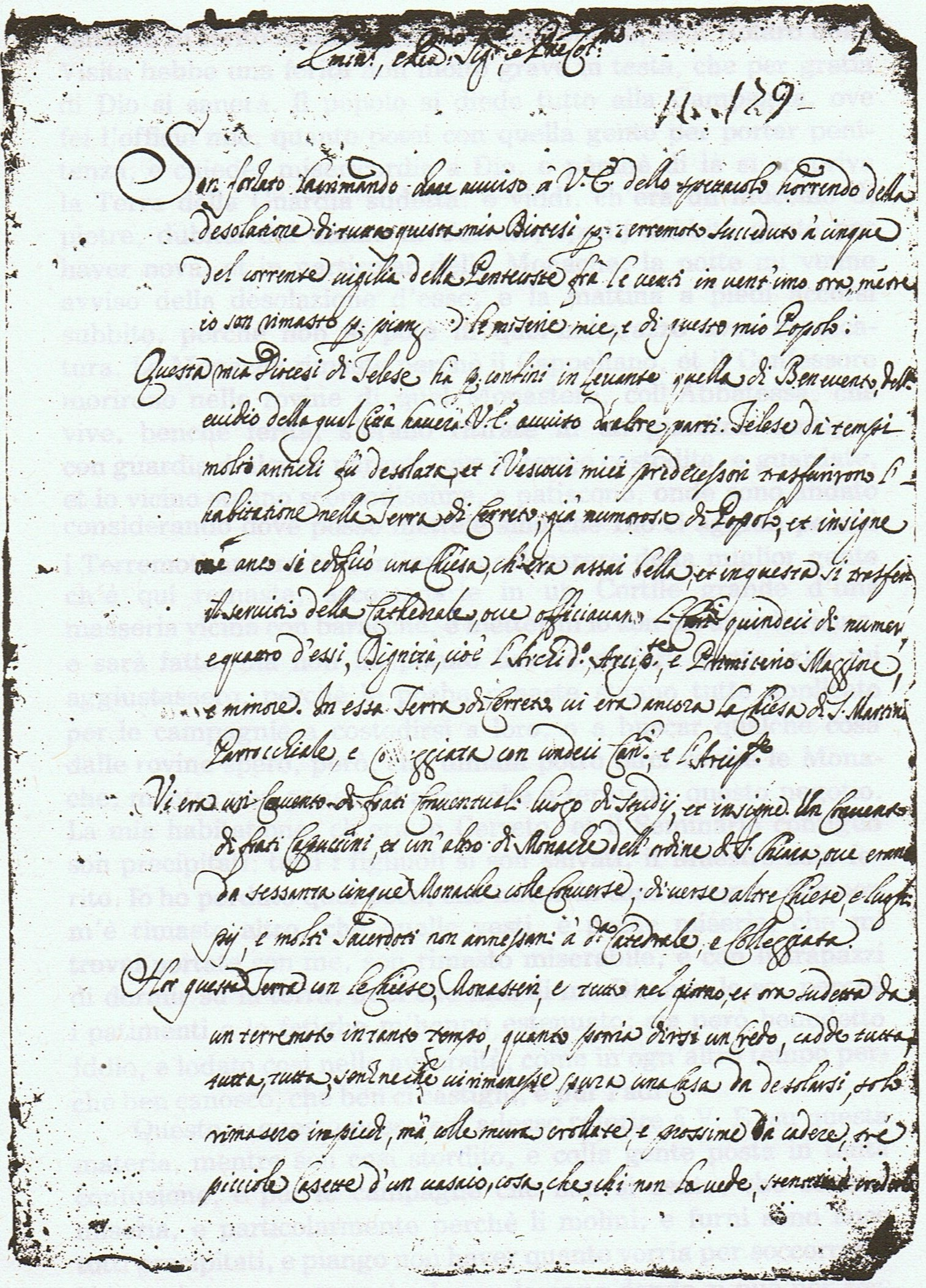
Foto di una pagina della relazione che il vescovo di Telese o Cerreto mons. Giovanni Battista de Bellis inviò il giorno 11 giugno 1688 alla Congregazione per i Vescovi, all'indomani del terremoto del 5 giugno 1688.

Egli inviò subito un corriere a Cerreto Sannita che tornò nella notte, annunciandogli la totale distruzione della sede vescovile. Il vescovo si diresse subito verso Cerreto dove, senza perdersi d'animo, contribuì a gestire i soccorsi. In particolare si adoperò per assistere le ventiquattro suore clarisse estratte vive fra le macerie del monastero delle clarisse. Queste suore, infatti, essendo entrate in convento sin dalla più giovane età non conoscevano il territorio circostante.  De Bellis si mise allora in contatto con il conte Marzio Carafa e con l'assenso della Congregazione dei Vescovi si convenne di trasferire le monache nel monastero dell'ospedale di Maddaloni. Così nel luglio del 1688 le suore vennero trasportate in galesse, a due a due, nella loro nuova sistemazione, scortate dal vescovo in persona, dai familiari e dalle guardie del feudatario. Giunte a Maddaloni furono ricevute dal conte Marzio Carafa, da suo fratello Marino e dal viceré dell'epoca, Francesco Bonavides.
Sei giorni dopo il sisma, l'11 giugno, inviò una lettera al responsabile della Congregazione per i Vescovi dove illustrò dettagliatamente il sisma e i suoi danni. La lettera inizia così: «Son forzato lagrimando dare avviso a V.E. dello spettacolo orrendo della desolazione di tutta questa mia Diocesi, per il terremoto succeduto a' cinque della corrente vigilia di Pentecoste, mentre io sono rimasto per piangere le miserie mie e di questo mio Popolo. Questa mia Diocesi di Telese ha per confini in levante quella di Benevento, dell'eccidio della qual Città avrà V.E. avviso da altre parti. Telese da' tempi antichi fu abbandonata ed i Vescovi miei predecessori trasferiron l'abitazione nella Terra di Cerreto, già numerosa di Popolo, e insigne ove anche si edificò una Chiesa, assai bella, e in questa Chiesa si trasferì il servizio della Cattedrale, ove officiavano i Canonici, quindici di numero. In essa Terra di Cerreto vi era ancora la Chiesa di San Martino, Parrocchiale e Collegiata, con undici Canonici e l'Arciprete. Vi era un Convento di frati Conventuali luogo di studi e insigne, un Convento di frati Cappuccini, ed un altro di Monache dell'Ordine di Santa Chiara, ove erano sessantacinque monache e converse. Hor questa Terra con le Chiese, Monasteri, e tutto, per quanto tempo porria dirsi un Credo, crollò tutta, tutta, tutta, senza che vi rimanesse in piedi pure una casa da desolarsi, cosa che chi non la vede, stenteria crederla».
Con lettera del 3 luglio 1688 il cardinale Cybo rispose al vescovo in questi termini: «Le relazioni da V.S. quà trasmesse delle rovine cagionate in codesta Diocesi dal Terremoto, si sono udite da N.S. con sensibil dispiacere, e compatimento. Questo senso di dolore viene in gran parte mitigato nell'animo di S.S. dall'intendere ch'ella fosse stata preservata nella vita dal funesto infortunio, e che ella con la sua vigilanza, e zelo, curasse coloro che erano rimasti parimenti in vita, operando da vero Pastore. [...]».
Il vescovo non dovette essere contento della risposta ricevuta dato che in una successiva lettera, purtroppo priva di data, si rivolse direttamente al Santo Padre in questi termini: «Beatissimo Padre, il Vescovo di Telese prostrato ai piedi della S.V. umilmente le rappresenta come a' cinque del passato mese di giugno per il terremoto rovinò tutta la mia Diocesi [...] Cadde la Cattedrale, e di 15 Canonici e Dignità, sei solo delli Canonici son vivi; cadde la Collegiata Parrocchiale sotto il titolo di S. Martino, un Convento di Monache, che ve n'erano sessantacinque, e restarono trentasette Monache morte. Un Convento di frati Conventuali cadde colla Chiesa, e di 17 frati che v'erano due soli se ne salvarono, e di questi, uno malamente ferito. Rovinarono altre chiese, e un Convento di frati Cappuccini [...]». Il vescovo continuò elencando il numero dei morti e i danni che ciascun paese della diocesi aveva avuto, concludendo invitando il Papa ad intervenire con dei soccorsi economici per aiutare i numerosi sfollati e la stessa curia, rimasta senza alcuna rendita.
Le insistenze di mons. de Bellis non si conclusero ma non ebbero molto successo. Solo con l'elezione di Papa Alessandro VIII, noto per la sua munificenza, il vescovo ottenne una certa somma di denaro per avviare il cantiere della nuova Cattedrale.
Appena terminate le prime due camere del nuovo palazzo vescovile di Cerreto, il vescovo andò subito ad abitarle perché la sua presenza temporanea a Faicchio era appena tollerata dal locale feudatario.
In una relazione del 1690 annotò che le anime (gli abitanti) della diocesi erano 19.000.
Nel 1693, pochi mesi prima della sua morte, celebrò la prima messa nella nuova Cattedrale.
Morì il 16 settembre 1693.
Fu sepolto nella chiesa di Sant'Antonio in Cerreto Sannita. Il 3 novembre 1740 fu traslato, ad opera del vescovo Antonio Antonio Falangola, nella nuova sepoltura dei vescovi della cattedrale di Cerreto Sannita.

## Genealogia episcopale
La genealogia episcopale è:
- Cardinale Guillaume d'Estouteville, O.S.B.Clun.
- Papa Sisto IV
- Papa Giulio II
- Cardinale Raffaele Sansone Riario
- Papa Leone X
- Papa Paolo III
- Cardinale Francesco Pisani
- Cardinale Alfonso Gesualdo di Conza
- Papa Clemente VIII
- Cardinale Pietro Aldobrandini
- Cardinale Laudivio Zacchia
- Cardinale Antonio Barberini, O.F.M.Cap.
- Cardinale Alessandro Cesarini
- Cardinale Alessandro Crescenzi, C.R.S.
- Vescovo Giovanni Battista de Bellis